# Trận Kiên Long
Trận Kiên Long là trận giao tranh đầu tiên trong chiến tranh Việt Nam. Trận này được Quân Giải phóng miền Nam Việt Nam khởi xướng nhằm xâm chiếm quận Kiên Long thuộc tỉnh Chương Thiện của Việt Nam Cộng hòa.

## Diễn biến
Ngày 12 tháng 4 năm 1964, ba tiểu đoàn Quân Giải phóng miền Nam Việt Nam đã tiến chiếm Kiên Long, nhanh chóng tràn ngập toàn quận này. Khi chiếm được Kiên Long, họ liền xử tử viên quận trưởng và gia đình ông này. Quân lực Việt Nam Cộng hòa được tăng cường nhờ vào sự hỗ trợ của không quân Mỹ bèn đáp trả cuộc xâm lược này bằng vũ lực. Dù Quân Giải phóng hoạt động vào ban ngày nhưng họ vẫn có thể tự mình chống lại cả máy bay của liên quân Việt Nam Cộng hòa và Mỹ. Sau tám ngày giao tranh ác liệt với thương vong nặng nề cho cả hai bên, Quân Giải phóng đã rời bỏ toàn quận và rút lui khỏi Kiên Long một cách trật tự.

## Kết quả
Cả Quân lực Việt Nam Cộng hòa và Quân Giải phóng miền Nam Việt Nam đều chịu tổn thất nặng nề trong trận đánh tại Kiên Long. Trên toàn quốc, Quân lực Việt Nam Cộng hòa thương vong một nghìn người (200 người chết, 660 người bị thương và 140 người mất tích) từ ngày 12 tháng 4 đến ngày 20 tháng 4; một phần tư trong số này bị thiệt hại ở Kiên Long. Ngoài ra, trận này còn có ý nghĩa chiến lược quan trọng vì nó đánh dấu một trong những lần đầu tiên số lượng lớn binh lính Quân Giải phóng miền Nam Việt Nam hoạt động đồng thời và công khai ngay giữa ban ngày ban mặt.